# Runge (Teksas)
Runge je gradić u američkoj saveznoj državi Teksas. Prema popisu stanovništva iz 2010. u njemu je živjelo 1.031 stanovnika.